# Isidore Mankofsky
Isidore Mankofsky (født 22. september 1931, New York City, død 11. marts 2021) var en amerikansk filmfotograf.

## Filmografi i udvalg
- 1970: A.k.a. Cassius Clay
- 1971: Werewolves on Wheels
- 1973: Scream Blacula Scream
- 1974: The Ultimate Thrill
- 1977: Lanigan's Rabbi
- 1979: The Muppet Movie
- 1980: Somewhere in Time
- 1980: The Jazz Singer
- 1983: Baby Sister
- 1983: Quarterback Princess
- 1984: Silence of the Heart
- 1985: Better of Dead
- 1985: Ewoks: The Battle for Endor
- 1986: One Crazy Summer
- 1988: A Very Brady Christmas
- 1988: Clinton and Nadine
- 1989: Polly
- 1989: Skin Deep
- 1991: Love, Lies and Murder
- 1992: Afterburn
- 1992: Bed of Lies
- 1994: The Gift of Love
- 1995: Out-of-Sync
- 1996: She Cried No